# Joanna Mendak
Joanna Mendak (* 16. Februar 1989 in Suwałki) ist eine polnische Schwimmerin. Sie startet beim Klub „Start“ Białystok, ihr Trainer ist Edward Dec (2008).

## Karriere
Bei den Sommer-Paralympics 2008 nahm sie in der Klasse 12 an den Rennen über 100 Meter Brust, 100 Meter Schmetterling, 200 Meter Lagen sowie 50 und 100 Meter Freistil teil. Mit 1 Minute 3,34 Sekunden holte sie Gold im Rennen über 100 Meter Schmetterling. Silber holte sie beim Lagenschwimmen, Bronze über 100 Meter Freistil.
Auch an den Sommer-Paralympics 2012 nahm Joanna Mendak teil. Dort holte sie beim 100 Meter Schmetterling Gold.

## Medaillen
Nachfolgend die Medaillen-Erfolge von Joanna Mendak.
- Bronze bei der 4×100-Meter Lagenstaffel (Schmetterling) für 12-Jährige bei den polnischen Sommermeisterschaften (2001)
- Silber bei der 4×100-Meter Lagenstaffel (Schmetterling) für 14-Jährige bei den polnischen Wintermeisterschaften (2003)
- Bronze für 100 Meter Schmetterling für 15-Jährige bei den polnischen Wintermeisterschaften (2004)
- Bronze für 100 Meter Schmetterling für 15-Jährige bei den polnischen Sommermeisterschaften (2004)
- Silber für 100 Meter Schmetterling für 16-Jährige bei den polnischen Sommermeisterschaften (2005)
- Gold für 100 Meter Schmetterling bei der Polnischen Jugendolympiade (2006)
- Silber für 100 Meter Schmetterling für 17- bis 18-Jährige bei den polnischen Sommermeisterschaften (2007)
- Gold für 100 Meter Schmetterling bei den Sommer-Paralympics 2008
- Silber für 200 Meter Lagen bei den Sommer-Paralympics 2008
- Bronze für 100-Meter Freistil bei den Sommer-Paralympics 2008
- Golf für 100-Meter Schmetterling bei den Sommer-Paralympics 2012[4]